# 稚内市立稚内東小学校
稚内市立稚内東小学校（わっかないしりつわっかないひがししょうがっこう）は、北海道稚内市潮見5丁目にある小学校。同市潮見・栄・はまなす・大黒5・萩見1 - 2・末広3 - 5を学区とする。
かつては、市内で唯一のスケートリンクが同校のグラウンドで作られていたが、2014年度より休止されたことにより、スケート授業は同年をもって廃止された。

## 概要
- 学級数 -
- 児童数 - 292（2025年6月9日現在）
- 本務教員数 - 35
- 本務職員数 - 4
- 校長 １-塩原　悟
- 学校給食 - あり

## 学校周辺
ウェンナイ川の河口付近に位置する。

## 交通
- 北海道旅客鉄道宗谷本線　南稚内駅前から宗谷バスの路線バス市内線「潮見5丁目」下車。所要12分